# Stanislav Jungwirth
Stanislav Jungwirth (ur. 15 sierpnia 1930 w Prachaticach, zm. 11 kwietnia 1986 w Pradze) – czechosłowacki lekkoatleta, średniodystansowiec, dwukrotny rekordzista świata, medalista mistrzostw Europy z 1954, dwukrotny olimpijczyk.
Jako młody zawodnik miał pojechać na igrzyska olimpijskie w 1952 w Helsinkach, jednak z powodów politycznych władze Czechosłowacji nie wyraziły zgody na jego wyjazd (ojciec Jungwirtha odbywał karę więzienia za działalność antykomunistyczną). Wówczas największa gwiazda ówczesnej lekkoatletyki czechosłowackiej Emil Zátopek oświadczył, że nie poleci do Helsinek, jeżeli nie poleci również Jungwirth. Ostatecznie polecieli obaj. Zátopek zdobył trzy złote medale, a Jungwirth odpadł w półfinale biegu na 1500 metrów.
27 października 1952 w Starej Boleslav Jungwirth ustanowił rekord świata w biegu na 1000 metrów czasem 2:21,2. Rekord ten przetrwał do następnego roku, kiedy to poprawił go Mal Whitfield.
Na mistrzostwach Europy w 1954 w Bernie zdobył brązowy medal w biegu na 1500 metrów. Zajął 6. miejsce w finale tej konkurencji na igrzyskach olimpijskich w 1956 w Melbourne.
12 lipca 1957 w Starej Boleslav poprawił rekord świata w biegu na 1500 metrów (ustanowiony poprzedniego dnia) przebiegając ten dystans jako pierwszy człowiek poniżej 3 minut i 40 sekund (osiągnął czas 3:38,1). W następnym roku rekord ten poprawił Herb Elliott.
Zajął 8. miejsce na tym dystansie na mistrzostwach Europy w 1958 w Sztokholmie.
Zwyciężył w biegach na 800 metrów i na 1500 metrów na Akademickich Mistrzostwach Świata (UIE) w 1953 w Bukareszcie oraz zdobył brązowy medal w 1957 w Moskwie.
Był mistrzem Czechosłowacji w biegu na 800 metrów w 1952, 1955 i 1957 oraz w biegu na 1500 metrów w latach 1952–1954 i 1958.
Wielokrotnie poprawiał rekord Czechosłowacji w biegu na 800 metrów, doprowadzając go do wyniku 1:47,5 (18 maja 1957 w Bratysławie, a także w biegu na 1500 metrów do wyniku 3:38,1 (12 lipca 1957 w Starej Boleslav).
Jego młodszym bratem był inny znany średniodystansowiec Tomáš Jungwirth.